# Keigo Sonoda
Keigo Sonoda (en japonés: 園田啓悟, Sonoda Keigo, Yatsushiro, 20 de febrero de 1990) es un deportista japonés que compite en bádminton, en la modalidad de dobles.
Ganó dos medallas en el Campeonato Mundial de Bádminton, plata en 2018 y bronce en 2017. En los Juegos Asiáticos de 2018 consiguió una medalla de bronce en la prueba de equipo.
Participó en los Juegos Olímpicos de Tokio 2020, ocupando el quinto lugar en la prueba de dobles.

## Palmarés internacional
| Campeonato Mundial | Campeonato Mundial    | Campeonato Mundial | Campeonato Mundial |
| Año                | Lugar                 | Medalla            | Prueba             |
| ------------------ | --------------------- | ------------------ | ------------------ |
| 2017               | Glasgow (Reino Unido) | Medalla de bronce  | Dobles             |
| 2018               | Nankín (China)        | Medalla de plata   | Dobles             |
| Juegos Asiáticos   |                       |                    |                    |
| Año                | Lugar                 | Medalla            | Prueba             |
| 2018               | Yakarta (Indonesia)   | Medalla de bronce  | Equipo             |